# Alexej Nikolajevič Tolstoj
Alexej Nikolajevič Tolstoj (rusky Алексей Николаевич Толстой; 29. prosince 1882jul./ 10. ledna 1883greg. Nikolajevsk (od roku 1918 Pugačov), Samarská gubernie – 23. února 1945) byl ruský a sovětský spisovatel, sběratel lidových pohádek a politik.

## Ze života
Studoval na reálce, později na technologickém institutu. Studoval malířství. V 16 letech začal psát, své práce vydával od roku 1907. Jako publicista působil během obou světových válek. 
Alexej Tolstoj uvítal únorovou revoluci, ale nepřijal říjnovou. V srpnu 1918 odjel spolu s manželkou a synem Nikitou do Charkova, poté do Oděsy a v dubnu 1919 Tolstojovi emigrovali. V exilu byl v letech 1919-1923, nejprve v Konstantinopoli a Paříži, od října 1921 do července 1923 v Berlíně. V roce 1923 se na jednu ze Stalinových výzev vrátil do SSSR. Mezi válkami zastával politicky významnou funkci – reprezentoval sovětskou kulturu v zahraničí a byl předsedou svazu spisovatelů. Svaz spisovatelů zcela podřídil komunistické straně, v čele s J. V. Stalinem.
Byl vzdáleným příbuzným L. N. Tolstého. Jeho vnučkou je spisovatelka Taťjana Tolstá.

## Dílo
Na jeho dílech se podepsala komunistická příslušnost, u některých existuje důvodné podezření, že byla psána na objednávku. V jeho dílech lze nalézt prvky sci-fi literatury ale i erotiky.

### Historické romány
- Petr I. – ukazuje cara jako člověka, líčí dvorské intriky, kterým musel čelit. Vyzdvihuje jeho význam, zcela správně jako jednu z nejvýznamnějších věcí vnímá lákání učenců do Ruska. Nedokončeno.
- Křížová cesta – Epopej (trilogie), ve které je ruská inteligence představována jako hlavní problém. Hrdiny jsou dvě bohaté sestry a dva důstojníci. Hlavním hrdinou je kapitán Roščin, který hledá pravdu a váhá, zda se přidat k rudým či bílým, postupně se přikloní k rudým.

### Další díla

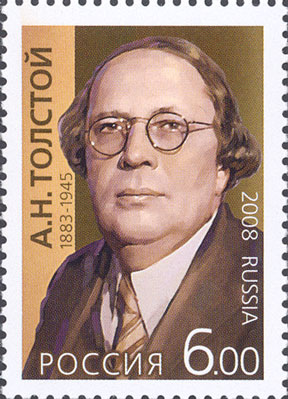
Alexej Nikolajevič Tolstoj na ruské známce

- Aelita – sci-fi, někdy překládáno jako Kráska z Marsu – kniha pojednává o dvou Rusech, inženýru Losovi, který je strůjcem rakety schopné dosáhnout neuvěřitelných rychlostí a bývalém vojáku (rudoarmějci) Gusevovi, kteří se rozhodli letět Losovou lodí na Mars. Zde žijí lidé, nebo minimálně rasa, která je zcela jako lidská, i když mírně menší a se zvláštním odstínem pleti, která je na vysokém stupni kultury, zároveň však ve všech směrech upadá do mravní propasti. Hrdinové se naučí marssky u krásné Aelity, dcery nejvyššího vládce celého Marsu, ve které vyvolá Los pozemský vášnivý cit a sám se do ní zamiluje. Jelikož v hlavním městě Soacéra se dějí strašné věci, Gusev, revolucionář od přírody, zde začne vést revoluci. Zprvu zaznamenává jeho lid úspěchy, ovládne město, pak však uprchlý Tuskub, otec Aelity, svolá obrovskou armádu, kterou město dobude a počne zabíjet. Gusev spolu s nedávno příchozím Losem, který zanechal Aelitu na jednom místě, které je mimochodem důležité z pradávných dějin Marsu a zčásti i Země, uprchnou a nakonec se jen oni dva dostanou zpět ke své raketě, zanechané v poušti, a odletí, i když oklikou, protože Los schopný raketu řídit není v dobrém stavu, zpět na Zemi. Kniha byla v roce 1924 zfilmována.[1]
- Paprsky inženýra Garina – sci-fi
- Dobrodružství Něvzorova – román
- Podivín
- Zavolží – cyklus povídek ze života venkovské šlechty
- Nikitovo dětství – pro děti, o jeho synovi
- Zlatý klíček – pro děti, volné přepracování Pinocchiových dobrodružství od italského autora Carla Collodiho
- Černé zlato (1945)